# Botaničeskij sad (stanice metra v Moskvě)

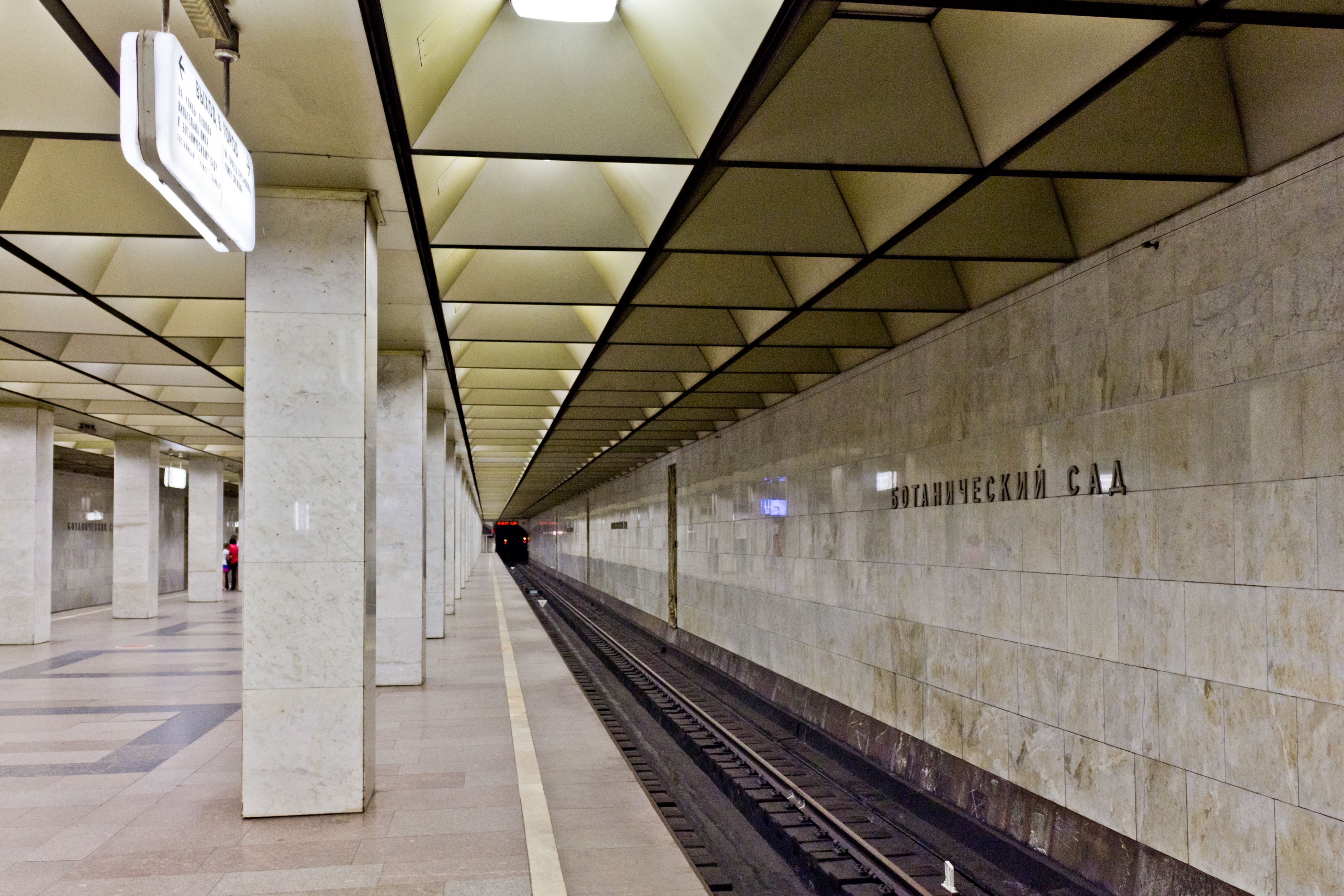
Jedna z kolejí

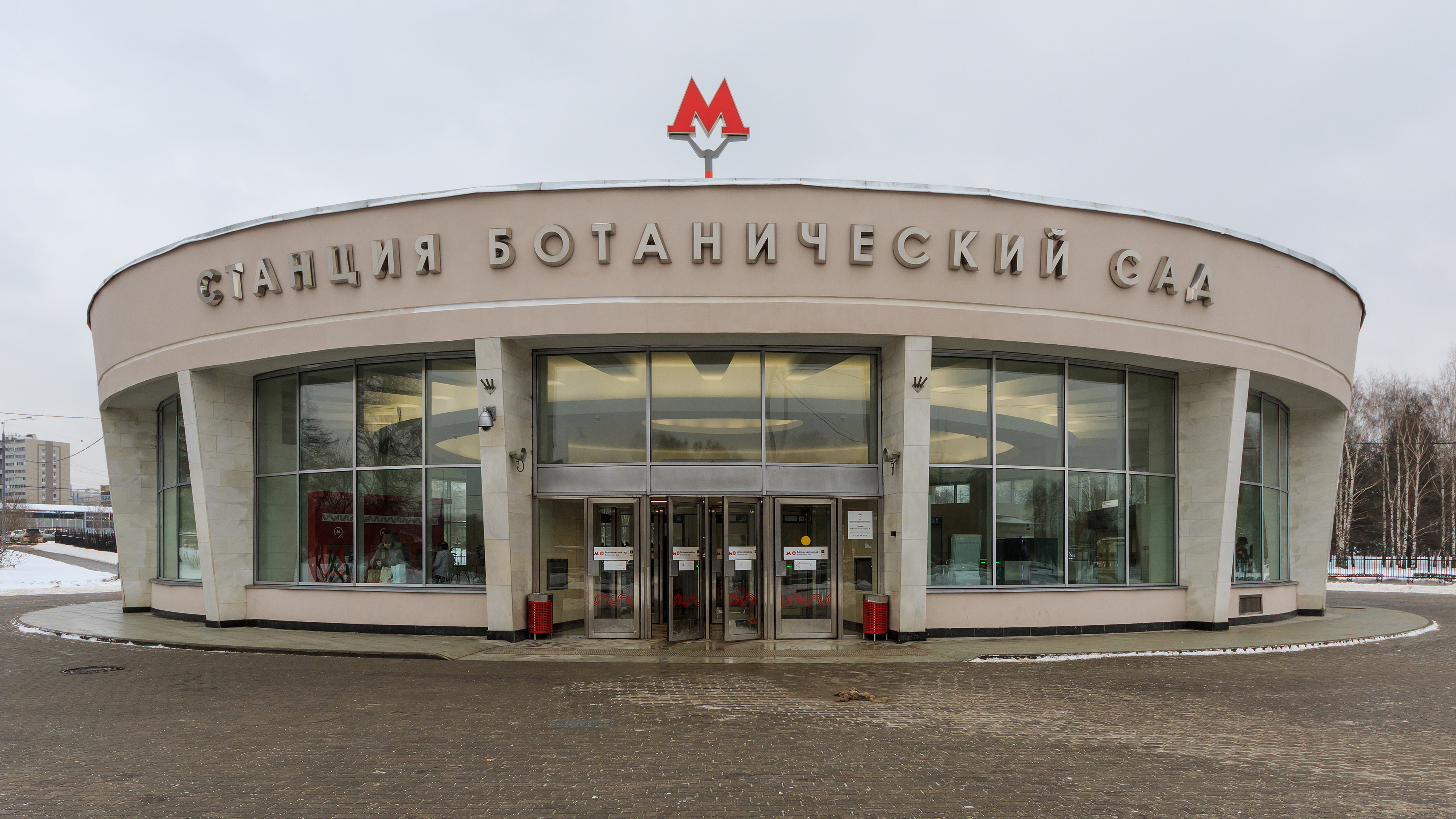
Jižní vestibul

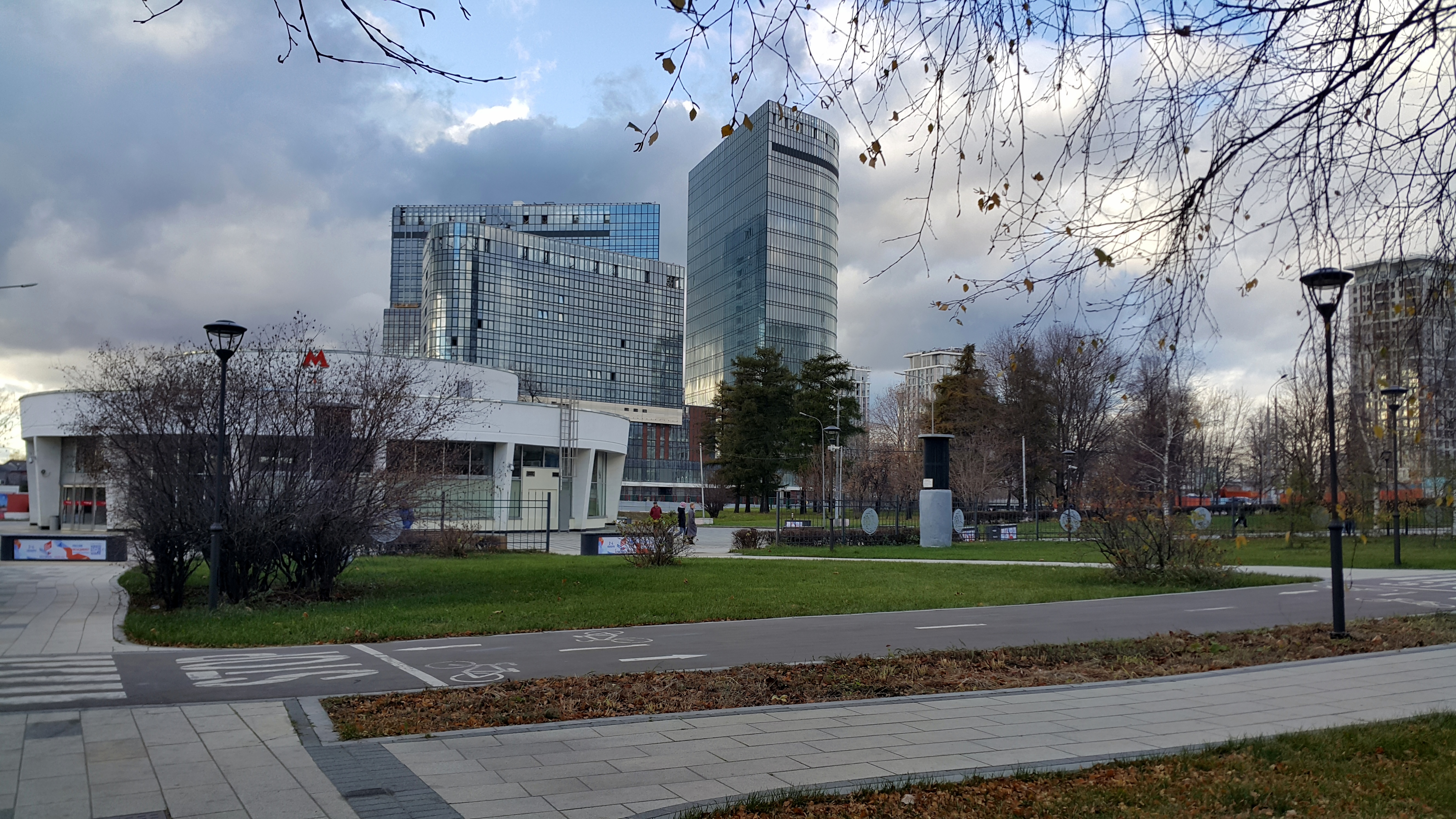
Jižní vestibul stanice metra Botaničeskij sad u vchodu do parku Zahrada budoucnosti, 28. října 2019.

Botaničeskij sad (rusky Ботанический сад) je stanice moskevského metra. Je zde zajištěn přestup na stejnojmennou stanici na Moskevském centrálním okruhu.

## Historie
Botaničeskij sad se nachází v severní části Kalužsko-Rižské linky. Pojmenován je po hlavní botanické zahradě ve městě, ač samotná zahrada je od stanice relativně vzdálená a blíže stanici Vladykino. Název Botaničeskij sad se používal ještě před vybudováním stanice; toto jméno nesl Prospekt Mira mezi lety 1958 a 1966. Dnešní stanici byla otevřena 30. září 1978 jako součást prodloužení oranžové linky na sever metropole; obsluhuje čtvrť Rostokino, podle níž se původně měla jmenovat.

## Charakter stanice
Stanice je podzemní, mělce založená – hloubená. Její nástupiště leží 7 m pod zemí, sloupy v rozestupech 6,5 m tvoří dvě řady. Stanice má ostrovní nástupiště a dva výstupy, z nichž každý má vlastní vestibul. Jižní vestibul je povrchový, kruhového půdorysu a nachází se na Leonově ulici, s nástupištěm je spojen eskalátory. Naopak vestibul severní, umístěný nedaleko přilehlé železniční stanice, je mělce založený, podpovrchový. Na nástupiště se napojuje chodbou, která z něj vychází v jeho ose a de facto jej tak prodlužuje (podobný koncept je použit například u stanice Můstek B v Praze).
Unikátním prvkem je obklad stropu, který tvoří mříž ze segmentů z eloxovaného hliníku. Stěny za nástupištěm a sloupy jsou obložené bílým mramorem; na stěnách pak jsou umístěny i malé hliníkové reliéfy s přírodními tématy. Podlahu tvoří žula a labradorit. Osvětlení je umístěné nad mříží na stropě, je však relativně slabé a díky tomu je tato stanice jednou z nejméně osvětlených v celé síti metra.
Botaničeskij sad denně využije 28 650 cestujících.